# Portugal-Rundfahrt
Die Volta a Portugal zu dt. Portugal-Rundfahrt ist ein portugiesisches Straßenradrennen für Männer.

## Organisation und Geschichte
Das Etappenrennen wird im August über zwei Wochen ausgetragen. Die Erstaustragung fand 1927 statt und wurde von Augusto de Carvalho gewonnen. Zwischen 1940 und 1980 ging die Rundfahrt wie die Tour de France über drei Wochen, mit mehr als 10 Tagesabschnitten ist sie aktuell immer noch eine der längeren Rundfahrten. Seit Einführung der UCI Europe Tour 2005 zählt das Rennen zu dieser Rennserie und war zunächst in die höchste Kategorie 2.HC eingestuft. Trotz der hohen Einstufung nahmen verhältnismäßig wenige ProTeams an der Rundfahrt teil, so dass diese 2020 in die Kategorie 2.1 herabgestuft wurde.
Rekordsieger der Rundfahrt ist der Spanier David Blanco, der die Rundfahrt fünfmal gewann. Aus deutschsprachigen Ländern konnten bisher lediglich die Schweizer Fabian Jeker und Colin Stüssi die Rundfahrt für sich entscheiden.
Neben dem Männerrennen gibt es seit 1993 die Volta a Portugal do Futuro für Junioren und seit 2021 für Frauen die Volta a Portugal Feminina.

## Palmarès
| Jahr                        | Sieger                       | Zweiter                        | Dritter                        |
| --------------------------- | ---------------------------- | ------------------------------ | ------------------------------ |
| 1927                        | Augusto de Carvalho          | Manuel Nunes De Abreu          | Quirino De Oliveira            |
| 1928–1930 nicht ausgetragen |                              |                                |                                |
| 1931                        | José Maria Nicolau           | Alfredo Trindade               | João Francisco                 |
| 1932                        | Alfredo Trindade             | José Maria Nicolau             | Carlos Domingos Leal           |
| 1933                        | Alfredo Trindade             | Ezequiel Lino                  | César Luís                     |
| 1934                        | José Maria Nicolau           | Ezequiel Lino                  | Adelino Aguiar da Cunha        |
| 1935                        | César Luís                   | José Marquez                   | Filipe Moreira de Melo         |
| 1936–1937 nicht ausgetragen |                              |                                |                                |
| 1938                        | José Albuquerque             | Filipe Moreira de Melo         | José Neves                     |
| 1939                        | Joaquim Fernandes            | António Bartolomeu             | Joaquim Martins De Aguiar      |
| 1940                        | José Albuquerque             | Joaquim Martins De Aguiar      | Adelino Aguiar da Cunha        |
| 1941                        | Francisco Inácio             | José Martins                   | José Aniceto Bruno             |
| 1942–1945 nicht ausgetragen |                              |                                |                                |
| 1946                        | José Martins                 | Fernando Moreira               | João Rebelo                    |
| 1947                        | José Martins                 | João Rebelo                    | Império Dos Santos             |
| 1948                        | Fernando Moreira             | Emilio Rodríguez               | João Rebelo                    |
| 1949                        | Dias dos Santos              | Attilio Lambertini             | Joaquim Gonçalves De Sá        |
| 1950                        | Dias dos Santos              | Mario Fazio                    | Moreira de Sá                  |
| 1951                        | Alves Barbosa                | Manuel Rodríguez Barros        | Emilio Rodríguez               |
| 1952                        | Moreira de Sá                | Emilio Rodríguez               | Manuel Rodríguez Barros        |
| 1955                        | José Manuel Ribeiro da Silva | Sousa Santos Sr.               | Alves Barbosa                  |
| 1956                        | Alves Barbosa                | José Manuel Ribeiro da Silva   | João Marcelino                 |
| 1957                        | José Manuel Ribeiro da Silva | Sousa Santos Sr.               | Agostinho Ferreira             |
| 1958                        | Alves Barbosa                | José Carlos Sousa Cardoso      | Aquiles Dos Santos             |
| 1959                        | Carlos Carvalho              | Jorge Corvo                    | Sousa Santos Sr.               |
| 1960                        | José Carlos Sousa Cardoso    | Antonino Baptista              | Antonio Gómez del Moral        |
| 1961                        | Mário Silva                  | Augusto Marcaletti             | Alberto Carvalho               |
| 1962                        | José Pacheco                 | João Peixoto Alves             | Jorge Corvo                    |
| 1963                        | João Roque                   | Jorge Corvo                    | João Peixoto Alves             |
| 1964                        | Joaquim Leão                 | Jorge Corvo                    | João Roque                     |
| 1965                        | João Peixoto Alves           | João Roque                     | Mário Silva                    |
| 1966                        | Francisco Valada             | João Peixoto Alves             | Sérgio Páscoa                  |
| 1967                        | Antoon Houbrechts            | João Roque                     | Manuel Correia                 |
| 1968                        | Américo Silva                | Joaquim Agostinho              | Leonel Miranda                 |
| 1969                        | Joaquim Andrade              | Fernando Mendes                | Mário Silva                    |
| 1970                        | Joaquim Agostinho            | Firmino Bernardino             | José Florencio                 |
| 1971                        | Joaquim Agostinho            | Alain Santy                    | Firmino Bernardino             |
| 1972                        | Joaquim Agostinho            | José Martins Freitas           | José Luis Galdamez             |
| 1973                        | Jesús Manzaneque             | Fernando Mendes                | José Martins Freitas           |
| 1974                        | Fernando Mendes              | Dinis Alves da Silva           | Antonio Lopes Martins          |
| 1975 nicht ausgetragen      |                              |                                |                                |
| 1976                        | Firmino Bernardino           | António Fernandes              | Floriano Mendes                |
| 1977                        | Adelino Teixeira             | Joaquim Sousa Santos           | Joaquim Andrade                |
| 1978                        | Belmiro Silva                | Armindo Lúcio                  | Adelino Teixeira               |
| 1979                        | Joaquim Sousa Santos         | Belmiro Silva                  | Fernando Sousa Fernandes       |
| 1980                        | Francisco Miranda            | Luís Vargues                   | Belmiro Silva                  |
| 1981                        | Manuel Zeferino              | Venceslau Fernandes            | Fernando Sousa Fernandes       |
| 1982                        | Marco Chagas                 | Adelino Teixeira               | Manuel Zeferino                |
| 1983                        | Marco Chagas                 | António Pinto                  | Belmiro Silva                  |
| 1984                        | Venceslau Fernandes          | Manuel Zeferino                | Manuel Cunha                   |
| 1985                        | Marco Chagas                 | Eduardo Correia                | Venceslau Fernandes            |
| 1986                        | Marco Chagas                 | Benedicto Ferreira             | António Pinto                  |
| 1987                        | Manuel Cunha                 | Manuel De Sa Neves             | Fernando Sousa Fernandes       |
| 1988                        | Cayn Theakston               | Jorge Silva                    | Joaquim Gomes                  |
| 1989                        | Joaquim Gomes                | Cássio Freitas                 | António Alves                  |
| 1990                        | Fernando Carvalho            | Joaquim Gomes                  | Jorge Silva                    |
| 1991                        | Jorge Silva                  | Orlando Rodrigues              | Vicente Ridaura                |
| 1992                        | Cássio Freitas               | Quintino Rodrigues             | Manuel Luis Abreu Campos       |
| 1993                        | Joaquim Gomes                | Vítor Gamito                   | Luis Espinosa                  |
| 1994                        | Orlando Rodrigues            | Vítor Gamito                   | Joaquim Gomes                  |
| 1995                        | Orlando Rodrigues            | Quintino Rodrigues             | Delmino Pereira                |
| 1996                        | Massimiliano Lelli           | Vítor Gamito                   | Manuel Luis Abreu Campos       |
| 1997                        | Zenon Jaskuła                | Wladimir Belli                 | Joaquim Gomes                  |
| 1998                        | Marco Serpellini             | Orlando Rodrigues              | Wladimir Belli                 |
| 1999                        | David Plaza                  | Vítor Gamito                   | Melchor Mauri                  |
| 2000                        | Vítor Gamito                 | Claus Michael Møller           | Andrei Petrowitsch Sintschenko |
| 2001                        | Fabian Jeker                 | Andrei Petrowitsch Sintschenko | Juan Miguel Mercado            |
| 2002                        | Claus Michael Møller         | Joan Horrach                   | Rui Sousa                      |
| 2003                        | Nuno Ribeiro                 | Claus Michael Møller           | Rui Lavarinhas                 |
| 2004                        | David Bernabéu               | David Arroyo                   | Nuno Ribeiro                   |
| 2005                        | Wladimir Jefimkin            | Cândido Barbosa                | Adolfo García Quesada          |
| 2006                        | David Blanco                 | Héctor Guerra                  | Cândido Barbosa                |
| 2007                        | Xavier Tondo                 | Cândido Barbosa                | Héctor Guerra                  |
| 2008                        | David Blanco                 | Héctor Guerra                  | Rubén Plaza                    |
| 2009                        | David Blanco                 | David Bernabéu                 | Rubén Plaza                    |
| 2010                        | David Blanco                 | David Bernabéu                 | Sergio Pardilla                |
| 2011                        | Ricardo Mestre               | André Cardoso                  | Rui Sousa                      |
| 2012                        | David Blanco                 | Hugo Sabido                    | Rui Sousa                      |
| 2013                        | Alejandro Marque             | Gustavo César Veloso           | Rui Sousa                      |
| 2014                        | Gustavo César Veloso         | Rui Sousa                      | Delio Fernández                |
| 2015                        | Gustavo César Veloso         | Joni Brandão                   | Alejandro Marque               |
| 2016                        | Rui Vinhas                   | Gustavo César Veloso           | Daniel Silva                   |
| 2017                        | Raúl Alarcón Amaro Antunes   | Vicente García de Mateos       | Rinaldo Nocentini              |
| 2018                        | Raúl Alarcón Joni Brandão    | Vicente García de Mateos       | Edgar Pinto                    |
| 2019                        | João Rodrigues               | Joni Brandão                   | Gustavo César Veloso           |
| 2020                        | Amaro Antunes                | Gustavo César Veloso           | Frederico Figueiredo           |
| 2021                        | Amaro Antunes                | Mauricio Moreira               | Alejandro Marque               |
| 2022                        | Mauricio Moreira             | Frederico Figueiredo           | António Carvalho               |
| 2023                        | Colin Stüssi                 | Txomin Juaristi                | António Carvalho               |
| 2024                        | Artjom Nytsch                | Colin Stüssi                   | Abner González                 |
| 2025                        |                              |                                |                                |

## Volta a Portugal do Futuro
Die Volta a Portugal do Futuro ist ein Etappenrennen für Nachwuchsfahrer.
| - 2024 Luca Bagnara - 2023 João Silva - 2022 Gabriel Rojas Campos - 2021 André Domingues - 2020 abgesagt - 2019 Emanuel Duarte - 2018 Venceslau Fernandes - 2017 José Neves - 2016 Wilson Enrique Rodriguez - 2015 Julien Amezqueta - 2014 Rubén Guerreiro - 2013 António Carvalho | - 2012 Rafael Silva - 2011 Joni Brandão - 2010 Alexander Rjabkin - 2009 Marco Cunha - 2008 José Martins - 2007 José Mendes - 2006 Filipe Cardoso - 2005 André Cardoso - 2004 João Cabreira - 2003 Daniel Moreno - 2002 Pablo De Pedro | - 2001 Marco Oliveira - 2000 Pedro Fernandes - 1999 Óscar Pereiro - 1998 José Azevedo - 1997 Matias Cagicas - 1996 José Luis Rebollo - 1995 Quintino Fernandes - 1994 Paulo Jorge Ferreira - 1993 Joaquim Andrade |